# Каратинга (микрорегион)

Каратинга на карте.

Каратинга (порт. Microrregião de Caratinga) — микрорегион в Бразилии, входит в штат Минас-Жерайс. Составная часть мезорегиона Вали-ду-Риу-Доси. Население составляет 	253 421	 человек (на 2010 год). Площадь — 	5522,090	 км². Плотность населения — 	45,89	 чел./км².

## Демография
Согласно сведениям, собранным в ходе переписи 2010 г. Национальным институтом географии и статистики (IBGE), население микрорегиона составляет:						
| Полное население                             | Полное население                             | Полное население                             | Полное население                             | 253 421 |
| -------------------------------------------- | -------------------------------------------- | -------------------------------------------- | -------------------------------------------- | ------- |
| в том числе:                                 | Городское население                          | 180 516                                      | Процент городского населения, %              | 71,23   |
|                                              | Сельское население                           | 72 905                                       | Процент сельского населения, %               | 28,77   |
|                                              | Мужское население                            | 126 278                                      | Процент мужского населения, %                | 49,83   |
|                                              | Женское население                            | 127 143                                      | Процент женского населения, %                | 50,17   |
| Плотность населения, чел/км²                 | Плотность населения, чел/км²                 | Плотность населения, чел/км²                 | Плотность населения, чел/км²                 | 45,89   |
| Население микрорегиона в % к населению штата | Население микрорегиона в % к населению штата | Население микрорегиона в % к населению штата | Население микрорегиона в % к населению штата | 1,29    |

## Состав микрорегиона
В составе микрорегиона включены следующие муниципалитеты:
1. Бон-Жезус-ду-Галью
2. Бугри
3. Каратинга
4. Коррегу-Нову
5. Дон-Кавати
6. Энтри-Фольяс
7. Иапу
8. Имбе-ди-Минас
9. Иньяпин
10. Ипаба
11. Пьедади-ди-Каратинга
12. Пингу-д’Агуа
13. Санта-Барбара-ду-Лести
14. Санта-Рита-ди-Минас
15. Сан-Домингус-дас-Дорис
16. Сан-Жуан-ду-Ориенти
17. Сан-Себастьян-ду-Анта
18. Тарумирин
19. Убапоранга
20. Варжен-Алегри